# Настаченко Олексій Олексійович
Настаченко Олексій Олексійович (нар. 4 травня 1962, Харків) — режисер, педагог, заслужений діяч мистецтв України (2012), лауреат Премії Харківської міської ради, художній керівник Харківського молодіжного театру «Мадрігал», Почесний громадянин міста Харкова (2021), старший викладач кафедри режисури Харківської державної академії культури.

## Життєпис
1986 року закінчив Харківський державний інститут культури (нині ХДАК), за спеціальністю режисер (курс Сергія Гордєєва). З 1986-го керує театром-студією «Мадрігал», а з 1996 року поєднує творчу діяльність з педагогічною. У ХДАК викладає дисципліни «Режисура та майстерність актора», «Режисура естради та масових свят», «Методика викладання спецдисциплін». З 1999 року – художній керівник професійного недержавного молодіжного театру «Мадрігал». Під його керівництвом працює творча «режисерська лабораторія», що включає професіоналів різної спрямованості — режисерів масових видовищ, режисерів драми та мюзиклів, педагогів з вокалу, хореографії, акторської майстерності. Театр брав участь у організації та проведенні першого міжнародного фестивалю «Березіль — 93». 2003 року – дипломант першого Всеукраїнського молодіжного фестивалю «Театрон», 2004 року колектив театру став володарем Гран-прі, а у 2005—2006 роках — лауреат фестивалів недержавних театрів «Курбалесія».
Є режисером-постановником понад 60 вистав і театралізованих видовищ для дорослих і дітей, серед яких «Королівські ігри» (1999), «Дім Бернарди Альби» (2005), «Верона і кохання» (2006), «Дон Жуан» (2007), «Дім, який побудував Свіфт» (2010), «Бал Снігуроньки» (2014). Здійснив постановки мюзиклів «Король і Блазень» (2013), «Русалонька» (2017), «Джин всемогутній» (2018), «Легенда» (2019), рок-опери «Біла ворона» (2015).
Брав участь у міських та обласних заходах: етнофестиваль «Печенізьке поле», «Відкриття Слобожанського ярмарку», «Відкриття головної ялинки Харкова», «Новорічна ніч на площі», «Закриття новорічних та різдвяних свят», "Свято «Масляна» на площі Свободи, Новорічні вистави у дні шкільних канікул у ХНАТОБі, передматчеві церемонії «Євро 2012», відкриття фан-зони «Євро 2012», День захисту дітей, новорічна програма — музичне шоу «Крижана дама», яке відбулося на станції метро «Університет» у 2023 році та інші події.
Взяв участь 24 березня 2021 в обласному семінарі з масових форм сценічного мистецтва «Режисура шоу та арт-проєктів», який відбувся в Харківському муніципальному культурному центрі і був організований КЗ «Обласний організаційно-методичний центр культури і мистецтва», Харківською державною академією культури. Семінар було присвячено презентації першої в Україні освітньо-професійної програми, започаткованої кафедрою режисури ХДАК «Режисура шоу та арт-проєктів» як інноваційної стратегії підготовки фахівців галузі сценічного мистецтва. Крім того, з доповідями виступили заслужений діяч мистецтв України, лауреат міжнародних театральних фестивалів і творчих премій, завідувач кафедри режисури ХДАК, кандидат мистецтвознавства, професор Сергій Гордєєв, кандидат мистецтвознавства, старший викладач кафедри режисури Роман Набоков, директор і засновник щоу-конкурсу «Королева Харкова» Вікторія Іванова та інші митці.
4 травня 2023 року Харківський міський голова Ігор Терехов привітав Олексія Настаченка з днем народження.

## Режисерські роботи в театрі
- 1999 — «Королівські ігри»
- 2005 — «Дім Бернарди Альби» за п'єсою Федеріко Гарсія Лорки
- «Чума»
- 2006 — «Верона і кохання»
- 2007 — «Дон Жуан» за мотивами творів Тірсо де Моліни, Мольєра
- 2009 — «Снігова королева»
- 2010 — «Пітер Пен»
- 2010 — «Дім, який побудував Свіфт» Григорія Горіна
- 2013 — «Тридев'яте царство»
- 2013 — «Король і Блазень»
- 2014 — «Бал Снігуроньки»
- 2015 — «Біла ворона» Ю. Рибчинського
- 2017 — «Русалонька»
- 2018 — «Джин всемогутній»
- 2019 — «Легенда» лібрето М. Дреганової, аранжування О. Новикова та В. Іванова

## Визнання
- Премія Харківської міської ради[14]
- Нагороди на театральних фестивалях «Меридіан», «Юморина», «Антреприза»
- 2012 — Заслужений діяч мистецтв України[15]
- 2021, 14 липня — Почесний громадянин міста Харкова — за професіоналізм, вагомий внесок у розвиток Харкова[16]